# Saint-Juvat
Saint-Juvat (bretonisch: Sant-Yuvad; Gallo: Saent-Juvat) ist eine französische Gemeinde mit 649 Einwohnern (Stand: 1. Januar 2022) im Département Côtes-d’Armor in der Region Bretagne. Sie gehört zum Arrondissement Dinan und zum Kanton Lanvallay. Die Einwohner werden Juvatiens genannt.

## Geographie
Saint-Juvat liegt etwa zehn Kilometer südlich von Dinan. Der Fluss Rance begrenzt die Gemeinde im Osten, sein Zufluss Guinefort durchquert die Gemeinde im Norden. Umgeben wird Saint-Juvat von den Nachbargemeinden Trévron im Norden, Calorguen im Norden und Nordosten, Saint-André-des-Eaux im Nordosten und Osten, Le Quiou im Osten und Südosten, Tréfumel im Südosten und Süden, Saint-Maden im Südwesten sowie Plumaudan im Westen.

## Demographie
| Jahr          | 1962 | 1968 | 1975 | 1982 | 1990 | 1999 | 2006 | 2019 |
| Einwohner     | 774  | 704  | 652  | 664  | 678  | 648  | 626  | 646  |
| Quelle: INSEE |      |      |      |      |      |      |      |      |

## Sehenswürdigkeiten
- Kirche Saint-Juvat aus dem 14. Jahrhundert

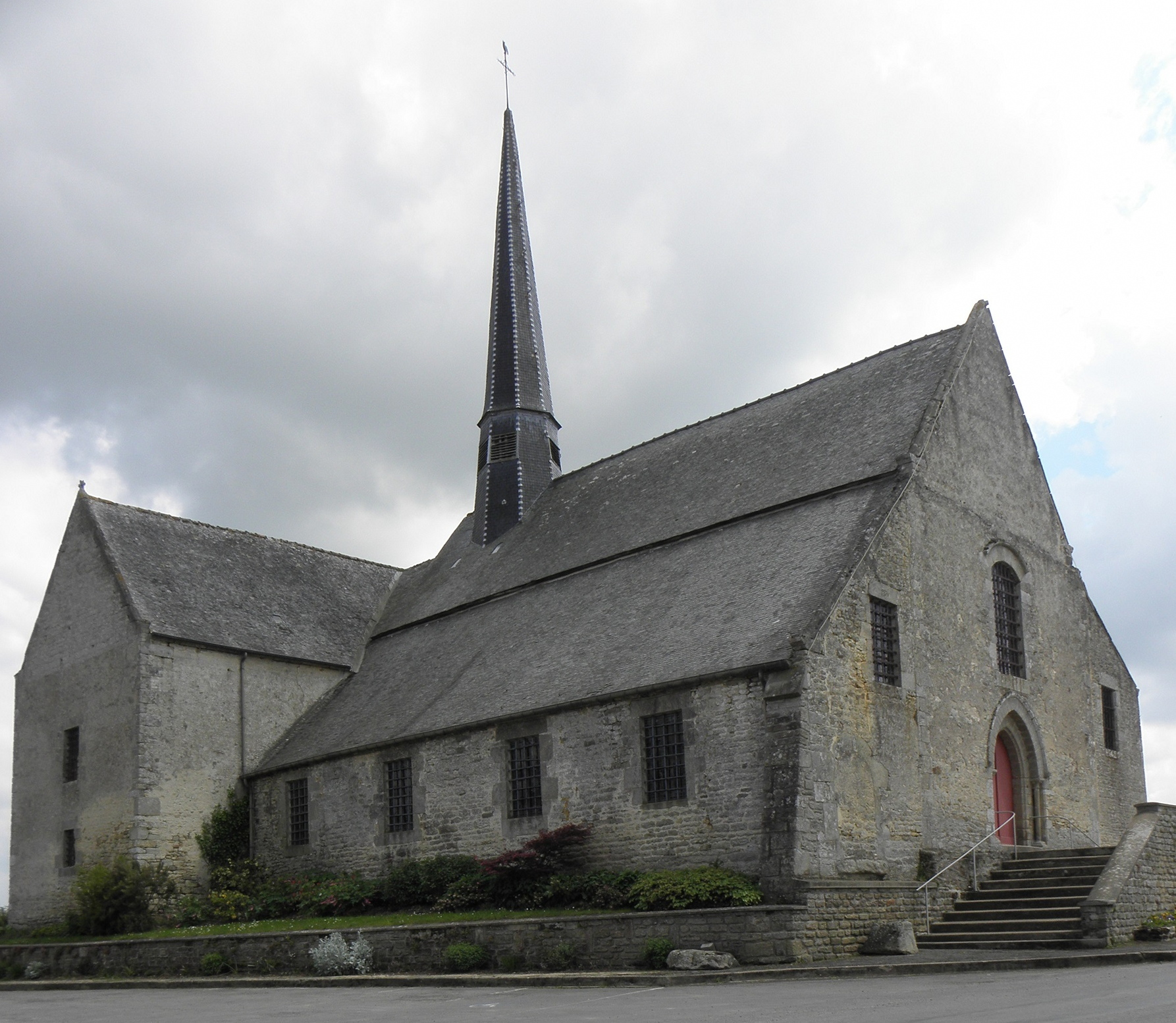
Kirche Saint-Juvat

- mehrere Steinkreuze